# 劉当
劉 当（りゅう とう、生没年不詳）は、五胡十六国時代の前燕の人物。河間郡の出身。前燕の玄菟郡太守劉佩の子。

## 生涯
前燕に仕え、蘭台治書侍御史に任じられていた。
369年9月、東晋の大司馬桓温の侵攻に対し、前燕は車騎大将軍慕容垂が総指揮にあたった。劉当は5千騎を率いて石門へ屯した。
これ以後の事績は、史書に記されていない。